# Skip (curling)
Skip, även skipper (engelska: 'skeppare', 'lagkapten'), är namnet på lagkaptenen i curling. Det är "skippern" som leder laget på plan och som oftast namnger laget. Så heter till exempel Anette Norbergs lag Lag Norberg. Oftast, men inte alltid, spelar skippern som fjärde och sista spelare i laget.